# Hotel Babylon
Hotel Babylon ist eine Dramedy-Fernsehserie der BBC basierend auf dem gleichnamigen Roman von Imogen Edward-Jones. Die Serie wurde im Januar 2006 bei BBC erstausgestrahlt und handelt vom luxuriösen Londoner 5-Sterne-Hotel Babylon, seinen Mitarbeitern und deren Erlebnissen vor und hinter den Hotelkulissen.
In Deutschland liefen die ersten drei Staffeln der Serie vom 15. Dezember 2008 bis 28. Juni 2010 beim Pay-TV-Sender FOX Channel, vom 10. Januar bis 16. August 2010 waren diese Staffeln im Free-TV bei Comedy Central Deutschland zu sehen. Nach der vierten Staffel wurde die Serie von der BBC abgesetzt; der Cliffhanger im Staffelfinale blieb offen.

## Figuren

### Rebecca Mitchell
Mitchell ist in den ersten beiden Staffeln die Geschäftsführerin des Hotels. Eheliche Probleme führen dazu, dass sie in der ersten Staffel häufig im Hotel übernachtet. Trotz Aussöhnung mit ihrem Ehemann wird sie im Laufe der ersten Staffel geschieden. In der zweiten Staffel erfährt sie, dass ihr Ex-Mann eine Beziehung mit einer ihrer Freundinnen beginnt. Sie selbst führt in der zweiten Staffel eine Beziehung mit Charlie. Zum Ende der zweiten Staffel verlässt sie das Hotel.

### Charles „Charlie“ Edwards
Edwards wird zum Geschäftsführer ernannt, nachdem Rebecca das Hotel verlassen hat. Er führt eine Reihe von mehr oder weniger ernsthaften Beziehungen. So trifft er sich in der ersten Staffel häufig mit Jackie und verbringt in freien Zimmern des Hotels mehrere Nächte gemeinsam mit ihr. Beide halten die Beziehung geheim. In der zweiten Staffel küsst er Rebecca auf der Weihnachtsfeier. In der dritten Staffel hat er eine Beziehung mit Anna. Später wird bekannt, dass er der Vater von Annas Tochter ist.
Nach dem Weggang von Rebecca und seiner Beförderung sieht er sich vielen Problemen gegenüber. Das Hotel steht vor großen finanziellen Schwierigkeiten, sodass die Putzkräfte nicht bezahlt werden können. Er ist gezwungen, von einem Freund aus dem Gefängnis ein Darlehen aufzunehmen, um weiterhin das Reinigungspersonal bezahlen zu können. Als der Freund das Geld jedoch schneller zurückverlangt, als Charlie es zurückzahlen kann, zeigt sich der Ernst der Lage. Charlie wird von Jackie alarmiert, die einen Mann tötete, nachdem dieser versuchte, bei einer Reinigungshilfe Geld zu entwenden. Es stellt sich heraus, dass es sich bei dem Getöteten um einen angeheuerten Schläger des Freundes handelt, dem Charlie Geld schuldet und dieser es eintreiben sollte. Gemeinsam mit Jackie und Tanja entsorgen die drei den Leichnam. Als ein Freund Charlie die Möglichkeit bietet, mit ihm zu reisen, nimmt er das Angebot an und verlässt zum Ende der dritten Staffel das Hotel.

### Anna Thornton-Wilton
Sie wechselt zu Beginn der Serie vom Hotel Chesterton zum Babylon, um sich um die Stelle als stellvertretende Geschäftsführerin zu bewerben. Allerdings wird die Stelle mit Charlie besetzt. Rebecca bittet sie jedoch, im Hotel zu bleiben und die Leitung der Rezeption zu übernehmen. Anna stellt die komödiantische Figur innerhalb der Serie dar.
In der zweiten Staffel wird aufgedeckt, dass Anna aus einfachen Verhältnissen stammt. So ist ihr Vater Angestellter und ihre Mutter Schulköchin. Es stellt sich heraus, dass Anna während ihrer Zeit im Chesterton mit Charlie geschlafen hatte. Beide waren bis zur dritten Staffel befreundet und gingen dann eine Beziehung ein. Charlie wird später der Vater von Annas Tochter, und beide verlassen gemeinsam das Hotel.

## Besetzung und Synchronisation
Die Synchronisation zur Serie erfolgte bei Deutsche Synchron, dessen Sitz sich in Berlin-Tempelhof befindet. Dialogbuch und Dialogregie führte Martin Keßler.
| Schauspieler      | Rolle                  | Deutscher Synchronsprecher | Episoden |
| ----------------- | ---------------------- | -------------------------- | -------- |
| Tamzin Outhwaite  | Rebecca Mitchell       | Christin Marquitan         | 1–16     |
| Max Beesley       | Charlie Edwards        | Norman Matt                | 1–27     |
| Emma Pierson      | Anna Thornton-Wilton   | Marieke Oeffinger          | 1–27     |
| Natalie Mendoza   | Jackie Clunes          | Kim Pfeiffer               | 1–21     |
| Martin Marquez    | Gino Primirola         | Claudio Maniscalco         | 1–32     |
| Dexter Fletcher   | Toni Casemore          | Matthias Deutelmoser       | 1–32     |
| Michael Obiora    | Benjamin „Ben“ Trueman | Alexander Doering          | 1–32     |
| Raymond Coulthard | James Schofield        | Karlo Hackenberger         | 1–31     |
| Lee Williams      | Jack Harrison          | Rainer Fritzsche           | 5        |
| Alexandra Moen    | Emily James            | Nadine Pasta               | 16       |

## DVD-Veröffentlichung
Im Vereinigten Königreich erschienen alle vier Staffeln auf DVD. In Deutschland wurden nur die ausgestrahlten ersten drei Staffeln auf DVD veröffentlicht.
| Name                         | Veröffentlicht  | Folgen | Kurzinformationen                                                                      | Staffel | FSK          |
| ---------------------------- | --------------- | ------ | -------------------------------------------------------------------------------------- | ------- | ------------ |
| Die komplette erste Staffel  | 26. März 2010   | 8      | Die 3-DVD-Box enthält alle Folgen der ersten Staffel sowie ein 50-minütiges Making-of. | 1       | Ab 12 Jahren |
| Die komplette zweite Staffel | 13. Januar 2012 | 8      | Die 3-DVD-Box enthält alle Folgen der zweiten Staffel.                                 | 2       | Ab 12 Jahren |
| Die komplette dritte Staffel | 11. Mai 2012    | 8      | Die 3-DVD-Box enthält alle Folgen der dritten Staffel.                                 | 3       | Ab 12 Jahren |

## Soundtrack
Passend zur Serie wurde 2008 ein Soundtrack zur Serie produziert, der am 7. März 2008 im Vereinigten Königreich unter dem Titel Hotel Babylon: The Music veröffentlicht wurde. Produziert wurde das Album von Jim Williams und John Lunn.

### Trackliste
| Nr. | Titel                | Länge |
| --- | -------------------- | ----- |
| 1   | The Babylon Suite    | 3:53  |
| 2   | City Nights          | 4:29  |
| 3   | Habanera Smile       | 4:11  |
| 4   | Café Rush            | 4:44  |
| 5   | Tuesday Club         | 5:03  |
| 6   | Shift                | 4:29  |
| 7   | Chelsea Girl         | 4:34  |
| 8   | Swimming Under Water | 5:09  |
| 9   | Casino               | 3:40  |
| 10  | Thames Light         | 5:01  |
| 11  | Walking the Line     | 4:39  |
| 12  | A Different Life     | 4:53  |